# La Compagnie du hanneton

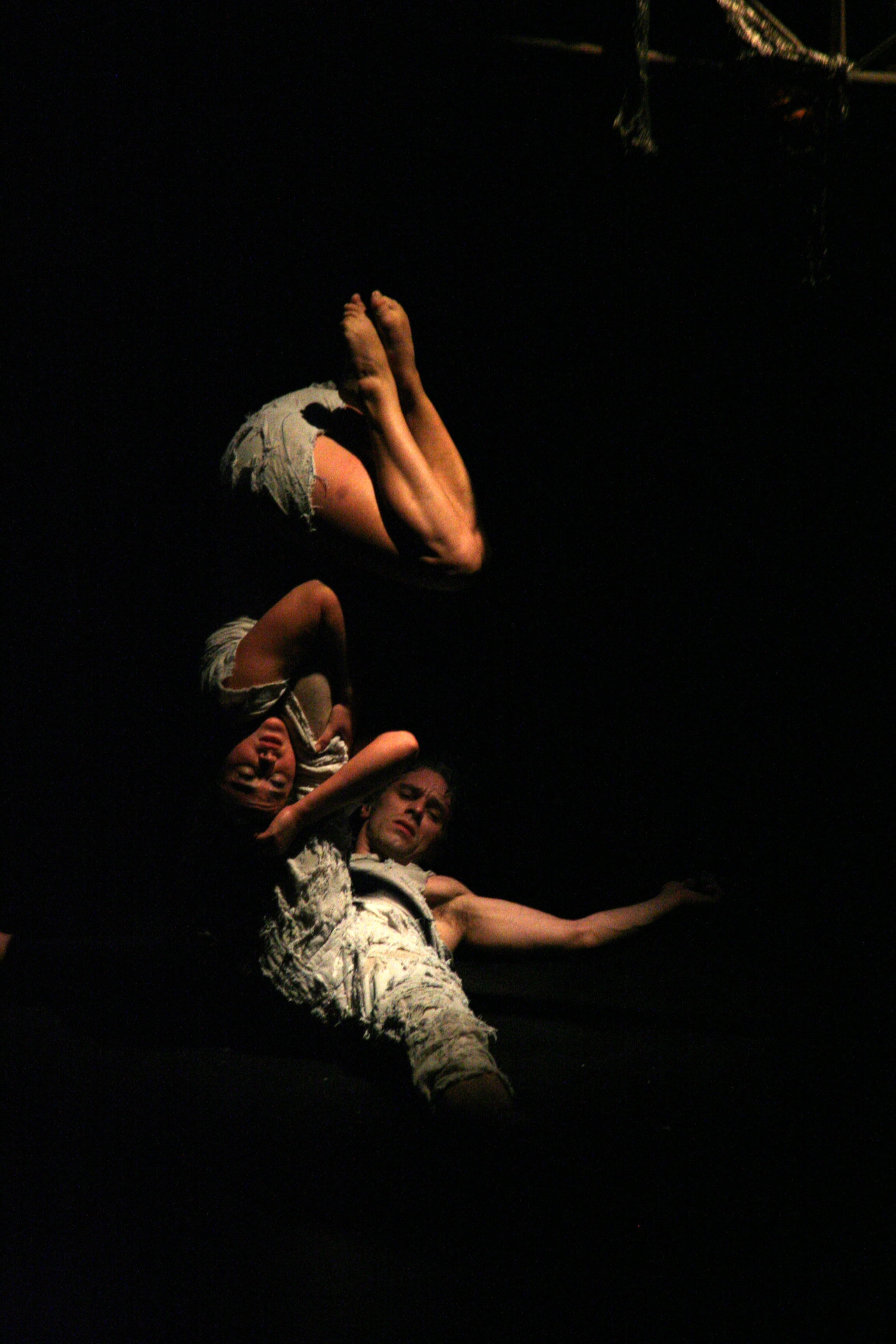
James Thierrée e Raphaëlle Boite nello spettacolo La Veillée des Abysses

La Compagnie du Hanneton è una compagnia teatrale svizzera fondata nel 1998.
Effettua spettacoli su tutto il territorio Svizzero e all'estero.

## La compagnia
Hanneton, in francese, significa bestiola, piccola bestia. I membri della compagnia sono:
- James Thierrée (attore, regista, acrobata)
- Raphaëlle Boite (contorsionista, equilibrista, voltige)
- Joan Magnus Jakobsson (acrobata, attore)
- Uma Ysamat (soprano, pianista, attrice).
- Niklas Ek (ballerino, attore)
- Thiago Martins (acrobata, ballerino di capoeira)
- Mehdi Baki (ballerino, attore in Tabac Rouge)

## Biografia
- James Thiérrée

Nato a Losanna nel 1974, già dai quattro anni segue il circo dei suoi genitori, Jean Baptiste Thierrée e Victoria Chaplin. Diventa acrobata, musicista, poi studia come attore a Milano, presso il Piccolo Teatro, poi alla Harvard Theatre School, e  con Isabelle Sadoyan in Francia . Al termine degli studi lavora con registi come Peter Greenaway (in Prospero's Books) e Robert Wilson (Mister Bojangles Memories) e poi in tournée con Benno Besson, Carles Santos. Tra il 1994 e il 1998 lavora per il cinema con Coline Serreau, Aniezka Holland, Raoul Ruiz, Philippe de Broca, Roland Joffe. Nel 1998, decide di dedicarsi alla scena teatrale. Fonda quindi la sua compagnia, la Compagnie du Hanneton, con la quale mette in scena due spettacoli La Symphonie e La Veillée des Abysses
- Uma Ysamat

Nata a Barcellona, inizia a studiare musica a 4 anni. Dal 1978 si dedica esclusivamente al canto con maestri come Carmen Bustamente (Barcellona), Gino Becchi (Firenze), Rina Maltrasi (Milano) e Juliette Bise (Berna). Partecipa a molti festival musicali in Europa. Dal 1991, partecipa alle creazioni di Carles Santos come solista. Nel 1998 crea La Symphonie du Hanneton insieme a James Thiérrée.
- Niklas Ek

Nato a Stoccolma, fratello del famoso coreografo Mats Ek, comincia la sua carriera al Cullberg Ballet come ballerino , poi con il Ballet du XXe siécle di Maurice Béjart,  in seguito entra nel Royal Ballet di Stoccolma e lavora al Nederlands Dans Theater con Jiří Kylián. Contemporaneamente continua la sua carriera di attore in molti teatri tra cui il Royal Dramatic Theater in Woyzek nel 2003.
- Raphaëlle Boitel

Nata nel 1984, invitata da Annie Fratellini (della celebre famiglia Fratellini) frequenta la Scuola nazionale del Circo, a Parigi. Nel 1993 partecipa al film La belle verte di Coline Serreau. Dopo 5 anni si unisce alla Compaganie du Hanneton ne La Sinphonie du hanneton . Continua a lavorare per il cinema e il teatro con Jean-Paul Scarpita, Jacques Baratier, Luc Martin Meyer e Patrice Fontanarosa.
- Thiago Martins

Ballerino di capoeira in Brasile e in Europa, si unisce a questa compagnia nello spettacolo La Veillée des Abysses , col quale comincia la sua carriera nel mondo del teatro.

## Spettacoli
- 1998 - Symphonie du hanneton

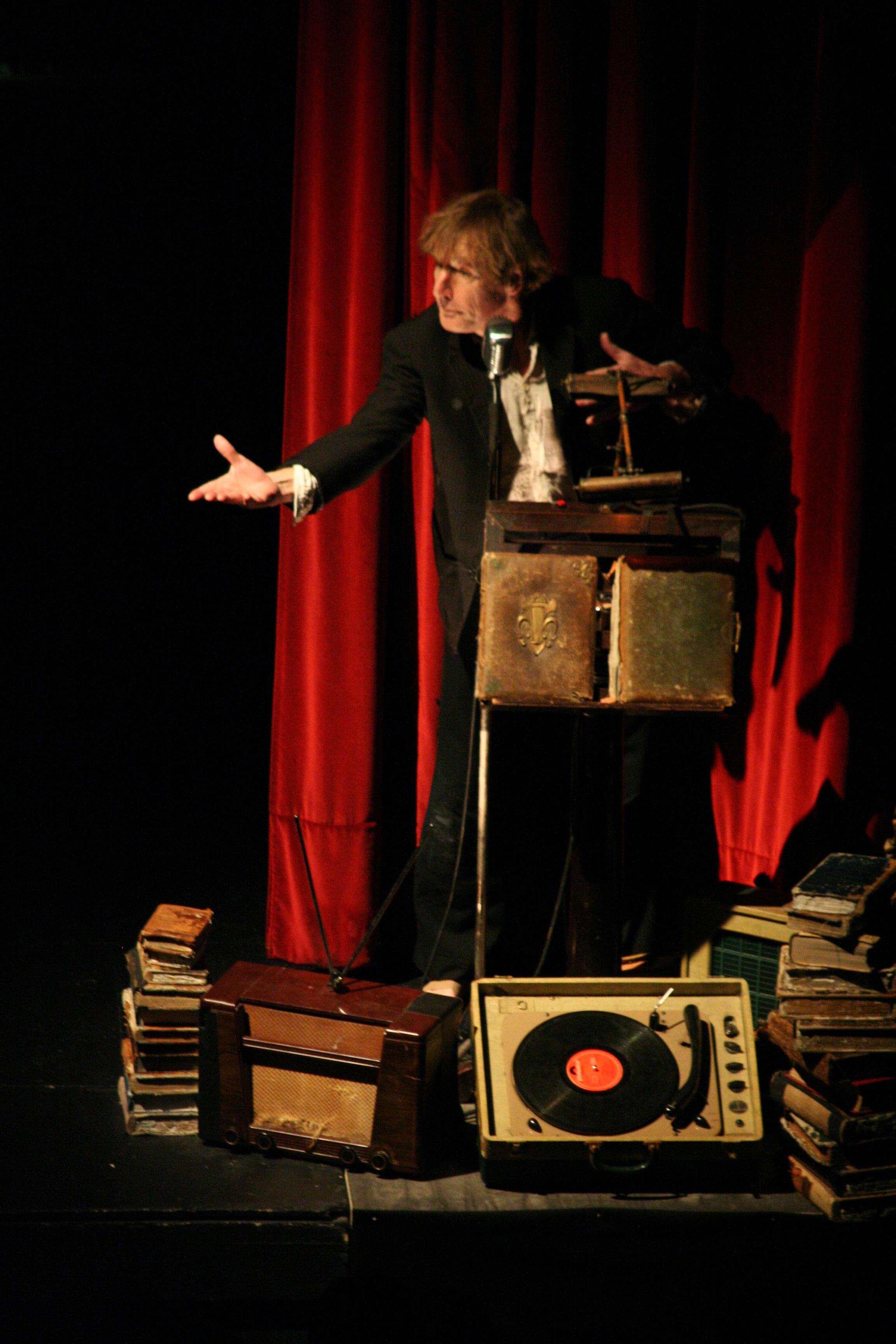
Niklas Ek nello spettacolo La Veillée des Abysses

- 2003 - La Veillée des Abysses, spettacolo creato a La Coursive, Scène Nationale de La Rochelle.
- 2007 - Au revoir parapluie